# Diogen iz Sinope
Diogen iz Sinope (tudi Diogenes) [diogén/diogénes] (starogrško Διογένης ὁ Σινωπεύς: Diogénes hó Sinopeús), tudi Diogen Kinik, grški filozof, * 412 ali 403 pr. n. št., Sinope (današnji Sinop, Turčija), † 323 pr. n. št., Korint.
Diogen je bil antični grški filozof in eden začetnikov kinizma. Bil je eden redkih, ki se je javno posmehoval Aleksandru Velikemu in preživel. Bil je Platonov intelektualni rival in hkrati edini sprejeti učenec začetnika kinizma Antistena. Diogen je poučeval svojo filozofijo kinizma Kratesa iz Teb, ki jo je prenesel na Zenona iz Kitija, ta pa je del nauka prenesel v stoicizem, eno najdlje trajajočih vej antične grške filozofije. Upodobilo ga je večje število slikarjev, kiparjev in literatov iz vseh zgodovinskih obdobij, po njem je poimenovan tudi Diogenov sindrom. 
Diogen iz Sinope je bil vseskozi kontroverzen. Izgnan iz svojega rodnega mesta zaradi uničevanja denarja se je preselil v Atene in se razglasil za kozmopolitana (iz upora proti sistemu mestnih državic - polisov). Postal je učenec Antistena in je iz skrajne revščine naredil vrlino, za preživetje je beračil, spal pa je v sodu na tržnici. Postal je razvpit zaradi provokativnega obnašanja in filozofskih poskusov, kot je bilo iskanje poštenega človeka podnevi z lučjo, uriniranje po ljudeh, ki so z njim niso strinjali, in celo masturbiranje v javnosti. Pogosto se je prerekal s Platonom, ugovarjal je njegovi interpretaciji Sokratovih naukov in sabotiral njegova predavanja. Po tem ko so ga zajeli pirati in prodali v suženjstvo, se je ustalil v Korintu, kjer se je spoprijateljil z Aleksandrom Velikim. Oba sta tudi udeležena v eni najbolj znanih anekdot antičnega sveta. 
Diogen je bil velik oboževalec Herkula. Verjel je, da se vrline bolje pokažejo v resničnem življenju, kot le v teoriji. Njegovo življenje je bila neutrudna borba za zavrnitev družbenih vrednot in institucij, kar je videl kot pokvarjeno družbo. Noben od njegovih mnogih zapisov se ni ohranil, toda podatki o njegovem življenju so se ohranili v obliki anekdot (chreia), predvsem v knjigi Življenja in mnenja eminentnih filozofov Diogena Laerta.

## Življenje
Diogen se je rodil v grški koloniji Sinope na južni obali Črnega morja, v letih 412 ali 403 pr. n. št.. O njegovem zgodnjem življenju ni veliko znanega, le da je bil njegov oče Hicesias bankir. Verjetno je, da je Diogen pomagal očetu pri bančništvu. Na neki točki pa sta bila oba udeležena v škandalu s ponarejanjem ali uničevanjem denarja, zato je bil Diogen izgnan iz mesta. To potrjujejo tudi izkopavanja arheologov, ki so na območju takratnega mesta našli večje število namerno poškodovanih kovancev z uničenimi podobami iz tistega časa, na katerih je odtisnjeno tudi ime Hicesiasa, kot nadzornika ob kovanju. Razlogi za poškodovanje denarja so nejasni, čeprav je bila Sinopa razpeta med properzijskimi in progrškimi frakcijami v četrtem stoletju pred našim štetjem in so razlogi lahko prej politični. 
Opisan je tudi njegov obisk Delfskega oraklja za nasvet, kjer mu je bilo naročeno, naj uniči podobe na denarju, kar je Diogen razumel kot uničenje politikov, ki so bili odtisnjeni na kovancih, ne kovancev samih. Tako je odpotoval v Atene in si kot življenjski cilj zadal nasprotovanje uveljavljenim navadam in vrednotam.

### V Atenah
V Atenah je Diogen poskušal slediti prerokbi z uničevanjem uveljavljenih navad, ki so po njegovem napačna stran kovanca človeške morale. Verjel je, da ni slabo zlo kot tako, ampak zlo povzročajo uveljavljene človeške navade, običaji in zakoni (gr. »nomoi«). Razlikovanje med naravo (»physis«) in navado (»nomos«) je bila sicer ena najpogostejših tem antične grške filozofije od sofistike naprej, saj je med drugimi tudi Platon o tej temi pisal v svojem delu Država, mdr. v prispodobi o Gigesovem prstanu.
Diogen naj bi po pripovedi v Atene prišel s sužnjem Manesom, ki ga je kmalu po prihodu odpustil. S svojim značilnim karakternim humorom mu je ob tem dejal: »Če lahko Manes živi brez Diogena, zakaj ne bi Diogen brez Manesa?«. Diogen se je pogosto šalil na račun razmerja popolne odvisnosti. Še posebej se mu je zdela pomembna oseba, ki skoraj v ničemer ni mogla poskrbeti zase brez pomočnika, nemočna. Pritegnili so ga asketski nauki Antistena, učenca Sokrata, ki je bil po Platonovem pripovedovanju tudi prisoten ob njegovi smrti. Diogen je postal Antistenov učenec kljub brutalnosti, s katero ga je ta sprva sprejel. Sicer še ni popolnoma jasno, če sta se dejansko srečala, toda Diogen je kmalu zasenčil svojega učitelja tako po ugledu, kot tudi po kvaliteti asketskega življenja. Svoje izogibanje telesnim užitkom je imel za kontrast in opozorilo obnašanja Atenčanov. Tak odnos je izviral v velikem preziranju vsega, kar se mu je zdelo kot neumnost, potvorjenost, praznost, samoprevara in vzvišenost, lastnosti ki so prisotne v velikem delu človeškega obnašanja. 
Pričevanja o Diogenu prikazujejo logično doslednost njegovega karakterja. Izpostavil se je vremenskim nevšečnostim z življenjem v sodu, ki je pripadal templju boginje Kibele. Uničil je edino leseno skodelo, ki jo je imel, ko je videl kmečkega fanta piti vodo iz svojih rok. Jesti na trgu je bilo proti navadam Atenčanov, toda sam je to počel in na grajanje meščanov je odgovarjal, da na trgu običajno postane lačen. Najbolj škandalozno njegovo početje je bilo masturbiranje na tržnici, glede česar je odvrnil, da bi si želel potešiti tudi lakoto na enak način, le z drgnjenjem ob prazen trebuh. Večkrat je hodil po mestu z oljno svetilko, na vprašanje meščanov o svojem početju pa je vedno odgovoril, da išče poštenega človeka. Diogen je iskal človeško bitje, toda vsakič je našel le malopridneže in podleže.
Ko je Platon podal Sokratu definicijo človeka kot dvonožca brez peres in bil zanjo deležen številnih pohval, je Diogen odrl piščanca, ga prinesel na Platonovo Akademijo in dejal: »Poglejte! Prinesel sem vam človeka.« Po tem incidentu je Platon v svoji definiciji dodal »s širokimi in ploskimi nohti«.

### V Korintu
Glede na zapis zgodbe, ki izvira od Menipa, je bil Diogen na poti do Egine zajet s strani piratov in prodan v suženjstvo na Kreto Korinčanu Kseniadu. Na vprašanje o trgovanju je odgovoril, da ne pozna trgovanja, razen tega s strani vladajočih, ter da si želi biti prodan človeku, ki potrebuje gospodarja. Kot mentor Kseniadovima sinovoma, je preostanek življenja preživel v Korintu, posvetil pa ga je pridiganju o doktrini krepostnega samonadzora. Po zapisih je predaval veliki množici na Istmijskih igrah.
Čeprav večina zgodb opisuje njegovo življenje v sodu na atenski tržnici, pa jih nekaj tudi opisuje njegovo življenje v sodu pri Kraneumu blizu korintske gimnazije:
Poročilo, da Filip koraka nad mesto, je povzročilo povečano aktivnost vseh Korinčanov; eden si je umival roke, drugi je kotalil kamne, tretji popravljal zid, četrti utrjeval obrambni stolp, vsak je bil koristen na tem ali onem področju. Diogen, ki ni imel kaj početi - seveda ni nikomur prišlo na misel, da bi mu dal kakšno opravilo - je bil tako pretresen nad videnim, da se je zavil v svoje filozofsko ogrinjalo in začel kotaliti svoj sod gor in dol po Kraneumu; na vprašanje znanca po razlogu za tako početje je odgovoril: »Ne želim veljati za edinega brezdelneža v tako dejavnem okolu; kotalim sod, da bi bil enak kot ostali.«

### Diogen in Aleksander
Srečanje med Aleksandrom Velikim in Diogenom je ena najbolj znanih anekdot iz zgodovine filozofije. Po s strani zgodovinarjev najpogosteje sprejeti različici, anekdota pripoveduje o Diogenovem neupoštevanju časti, bogastva in spoštovanja. Plutarh in Diogen Laert poročata, da sta Aleksander Veliki in Diogen umrla na isti dan, leta 323 pr. n št. Čeprav je tako veliko naključje sumljivo, pa je anekdota in medsebojni odnos med obema predmet številnih literarnih in slikarskih del skozi stoletja, od zapisov Diogena Laerta vse do drame Davida Pinskija o srečanju Aleḳsander un Dyogenes; ob tem pa še v številnih srednjeveških delih, med drugim tudi v več delih Henryja Fieldinga ter verjetno celo v Shakespearevem delu Kralj Lear.
Obstajajo različice različic anekdote, originalna pa je verjetno, neposredno ali posredno, v opisu srečanja s strani Plutarha, katerega zgodovinskost pa je sicer lahko tudi vprašljiva. Nekatere različice anekdote ne poimenujejo obeh protagonistov, druge pa Diogena zamenjujejo s Sokratom.
Po legendi se je Aleksander Veliki odločil obiskati grškega filozofa Diogena iz Sinope. Aleksander mu je želel izpolniti katero koli željo. Po zapisu Diogena Laerta je bil Diogenov odgovor »Umakni se z moje svetlobe.« Plutarh opiše daljšo različico zgodbe:
Mnogo državnikov in filozofov je obiskalo Aleksandra in mu čestitalo, pričakoval je tudi Diogena iz Sinope, ki je bil v Korintu, toda odločil se je drugače. Ker se filozof ni niti malo menil za Aleksandra, in je še naprej užival lagodje v Kraneionu, ga je Aleksander obiskal osebno; in ga našel ležati na soncu. Diogen se je nekoliko dvignil, ko je opazil, da proti njem prihaja večje število ljudi, pogled pa je usmeril proti Aleksandru. In ko ga je vladar ogovoril s pozdravom ter ga vprašal, če si česarkoli želi, je odgovoril z »Da, umaknite se mi izpred sonca.« Rečeno je bilo, da je bil Aleksander tako šokiran od tega, ter občudoval ošabnost in veličino tega moža, ki nanj gleda z zaničevanjem, da je svojim pripadnikom, ko so se smejali in gestikulirali proti filozofu, dejal »Toda resnično, če ne bi bil Aleksander, bi si želel biti Diogen.«
Obstaja več manjših variacij Diogenovega odgovora Aleksandru. Cicero opisuje, da je Diogen Aleksandru odgovoril: »Zdaj se mi umakni izpred sonca.« Glede na zapis Valerija Maksima je Diogen odgovoril: »Na to zadnje, za zdaj mi le ne stoj pred soncem.« Tudi Aleksandrova izjava »če ne bi bil Aleksander, bi si želel biti Diogen«, se malenkostno razlikuje glede na različico anekdote.
Robin Lane Fox v svoji biografiji Aleksandra Velikega srečanje postavi v leto 336 pr. n. št., ko je bil Aleksander edinkrat v Korintu. Aleksander v tej zgodbi še ni kralj kraljev, vladar Grčije in Azije, ampak obetaven dvajsetletni sin Filipa II. Makedonskega, ki prvič dokazuje svoj pogum v Grčiji. Eden od Diogenovih učencev, Onesikrit, se je kasneje pridružil Aleksandru in je tudi originalni vir zgodbe, ki se dodatno okrašena in predelana pojavi v Ptolemejevima (14.2), Arrianu, (Anabasis Alexandri, 7.2.1) in Plutarhovem delu Moralia, 331. Ostali pomembna pričevanja zgodbe opisujejo Cicero Tusculanae Disputationes 5 32 92; Valerij Maksim Dictorum factorumque memorabilium 4 3 ext. 4; Plutarh Alexander 14; in Diogen Laert VI 32, 38, 60 in 68.
Različice anekdote se razlikujejo tudi glede na nekatere pomembne podatke. Nekateri so srečanje Diogena in Aleksandra postavili v Korint, drugi v Atene in celo pred Kibelino svetišče Metroon na atenski Agori. Diogen Laert o anekdoti piše na dveh ločenih mestih. V VI 38 je Aleksandrovo vprašanje in Diogenov odgovor: »Umakni se z moje svetlobe.« Aleksandrova izjava pa je zapisana v VI 32. V VI 68 pa je zapisana tretja drugačna različica anekdote z Aleksandrovim odgovorom Diogenu, da je dober. V VI 60 pa Diogen Laert opiše še tretjo različico, tokrat se oba predstavila z: »Jaz sem Aleksander, velik kralj.« in »Jaz sem Diogen, pes.«

### Smrt
O Diogenovi smrti obstaja vrsta antičnih zapisov, ki poročajo, da je zadrževal dih do smrti, zbolel zaradi uživanja surovih hobotnic in zbolel zaradi okuženega pasjega ugriza. Na vprašanje kako si želi biti pokopan, je odgovoril naj ga vržejo izven mestnega obzidja, da bi se lahko divje živali gostile z njegovim mesom. Na nadaljnje vprašanje, če bi mu bilo to res vseeno, je odgovoril: »Sploh ne, če mi boste dali palico za odganjanje živali.« Na vprašanje kako bo lahko vihtel palico, če ne bo pri zavesti, pa je odgovoril: »Če se ne bom zavedal, zakaj bi me potem zanimalo, kar se mi bo zgodilo, ko bom mrtev?« Na koncu zapisa se je Diogen še norčeval iz pretirane skrbi ljudi za »pravilen« postopek ob smrti nekoga.

## Filozofija

### Kinizem
Ob Antistenu in Kratesu iz Teb Diogen velja za enega od utemeljiteljev kinizma. Ideje Diogena, kot tudi večine ostalih kinikov, so znane le posredno. Nobeden od Diogenovih zapisov se ni ohranil, po antičnih zapisih pa naj bi napisal preko deset knjig, izdajo pisem in sedem tragedij. Kinične ideje so neločljive od kinične prakse; torej vse kar vemo o Diogenu izvira iz antičnih anekdot o njegovem življenju in njemu pripisanih izjav iz večjega števila antičnih virov. Nobeden od teh virov ni povsem verodostojen in vsi prispevajo k določeni tradiciji, ki ni nujno enaka njegovemu dejanskemu življenju. 
Tako ni znano, če je Diogen vzel golo preživetje za vrlino iz potrebe ali je sam izbral življenje revščine in brezdomstva. V vsakem primeru Diogenov primer govori v prid koristnosti asketskega življenja. S tem je pomagal dokazati, da sreča nima nobene povezave s človekovimi materialnimi okoliščinami. To idejo so kasneje prevzeli tudi Stoiki, Epiktet je zagovarjal krepost skromnosti in nežaljivosti, poleg tega pa tudi to, da je nesreča dobra za razvoj močne osebnosti. 
Diogen je verjel, da je ves nenaravni napredek družbe nezdružljiv s srečo ter da moralnost pomeni vrnitev k enostavnosti narave. Njegova varčnost in enostavnost sta bili tako veliki, da so ga Stoiki označili za modrega moža oz. »sophos«. Po njegovih besedah so »ljudje zakomplicirali vsak še tako preprost dar bogov«. Čeprav se je že Sokrat označil za pripadajočega svetu, ne le mestu, velja Diogen za prvega znanega človeka, ki je zase uporabil besedo »kozmopolitan«. Na vprašanje od kod prihaja, je odgovoril: »Jaz sem državljan sveta (cosmopolites)«. To je bila tedaj radikalna izjava v svetu, kjer je bila človekova identiteta neločljivo vezana na njegovo državljanstvo posamične mestne državice. Izgnanec in odpadnik Diogen, človek brez socialne identitete, je močno vplival na svoje sodobnike.
Čeprav ni čutil ničesar drugega kot zaničevanje do Platona in njegove abstraktne filozofije, je imel Diogen neverjetno podobno osebnost in prepričanja kot Sokrat, ki je imel rad kreposti in brezbrižnost do bogastva, skupaj z zaničevanjem splošnega mnenja. Ta Sokratova prepričanja so postala glavni navdih za njegovega učenca, Antistena. Diogen je podobno kot že Sokrat verjel, da bi lahko deloval kot zdravnik za človeško dušo in popravil njegovo moralnost, obenem pa zadržal zaničevanje do njegove medlosti. Platon je opisal Diogena kot »Sokrata, ki je znorel«.

### Opolzkost
Diogen je bil samooklicani javni kritik, katerega cilj je bilo opozorilo antičnim Grkom, da njihova civilizacija nazaduje. Z zgledom je učil, da modrost in sreča pripadata ljudem, ki so neodvisni od družbe. Diogen ni preziral le družinske in politične družbene organiziranosti, ampak tudi lastninske pravice in ugled. Najbolj šokanten del njegove filozofije je bilo zavračanje idej normalnosti in človeške dostojnosti. Ekshibicionist in filozof Diogen je po antičnih virih jedel na tržnici, uriniral po nekaj ljudeh, ki so ga užalili, opravil veliko potrebo v gledališču, masturbiral v javnosti in proti ljudem kazal s sredincem. Simpatizerji so ga imeli za predanega razumu in za primer poštenosti, med tem ko so ga nasprotniki označili za odvratnega berača in žaljivega godrnjača.

### Diogen kot pes
Mnoge anekdote govorijo o Diogenovem obnašanju, ki je sicer značilno za pse, in njegovem čaščenju pasjih vrlin. Ni znano, če je bil Diogen razžaljen z oznako »pasji« in nato naredil iz tega vrlino, ali je sam od sebe prevzel temo o psih. Moderna izraza cinik in ciničen izhajata iz grške besede kynikos, pridevniške oblike besede kyon (κύων), ki pomeni psa. Diogen je verjel, da ljudje živijo nenaravno in hinavsko, zato bi jim koristilo preučevanje psa. Poleg opravljanja naravnih telesnih funkcij v javnosti brez zadržkov, psi pojedo karkoli in se ne ozirajo preveč na prostor za spanje. Psi živijo za sedanjost brez bojazni ter ne potrebujejo praznosti abstraktne filozofije. Poleg omenjenih vrlin za pse velja, da instinktivno prepoznajo, kdo je prijatelj in kdo sovražnik. Za razliko od ljudi, ki bodisi preslepijo druge ali so sami preslepljeni, psi vselej lajajo po resnici. Diogen je izjavil: »Drugi psi grizejo svoje sovražnice, jaz pa grizem moje prijatelje, da bi jih rešil.«
Termin kinik oziroma cinik izhaja iz starogrške besede κυνικός, kynikos, »pasji« ter iz κύων, kyôn, »pes« (v rodilniku: kynos). Ena od razlag v antičnih zapisih o razlogih za poimenovanje Kinikov s psi je, ker je Antisten učil na atenski gimnaziji Kynosarges. Beseda Kynosarges pomeni prostor belega psa. Kasnejši kiniki so poskušali besedo obrniti v svojo korist, kot je kasnejši komentator pojasnil:
Obstajajo štirje razlogi za tako poimenovanje kinikov. Prvi je zaradi brezbrižnosti njihovega načina življenja, saj so ustvarili kult brezbrižnosti ter kot psi jedo in se ljubijo v javnosti, hodijo bosi ter spijo v sodih in v križiščih. Drugi razlog je, ker je pes brezsramna žival, in oni so naredili kult brezsramnosti, niso le pod mejo skromnosti, ampak so jo nadvladali. Tretji razlog je, da je pes dober čuvaj, in oni čuvajo načela svoje filozofije. Četrti razlog je, da je pes žival, ki zna razlikovati med prijatelji in sovražniki. Tako kot prijatelje prepoznajo ljudi, ki spadajo v njihov model filozofije, in jih sprejmejo prijazno, ostale pa odženejo, kot psi z lajanjem.
Diogenovo povezavo s psi so prepoznali tudi Korinčani, ki so mu v spomin postavili steber, vrh katerega stoji pasja glava iz belega marmorja.

### V sodobnosti
Diogen je obravnavan v knjigi iz leta 1983 s strani nemškega filozofa Petra Sloterdijka. V delu Kritika kiničnega razuma Diogena obravnava kot primer svoje ideje o »kiničnem« - kjer je osebnostna degradacija uporabljena za potrebe družbene kritike ali graje. Tovrstno taktiko je imenoval kynismos, kar Sloterdijk razloži tako, da kinični avtorji sami poosebljajo sporočilo, ki ga poskušajo izraziti. Cilj tega je običajno lažno nazadovanje, ki se posmehuje avtoriteti - še posebej avtoriteti, ki je za kiničnega avtorja pokvarjena, sumljiva ali nevredna. 
Michel Foucault v svoji knjigi Fearless Speech obravnava tako Diogena, kot tudi kinike na splošno. Foucault omenja Diogenove anekdote v povezavi z izražanjem resnice (parrhesia) v antičnem svetu.

## Diogenov sindrom
Diogenovo ime je bilo uporabljeno za poimenovanje vedenjske motnje, ki se kažeta kot neprostovoljno samozanemarjanje in kopičenje. Motnja prizadene starejše in nima nobene povezave z Diogenovim namernim odklanjanjem materialnega udobja, s katerim se je zgledoval po mitičnem Herkulu.

## Diogen v umetnosti

### Slikarstvo in kiparstvo
Tako v antičnih, kot tudi modernih časih, je Diogenova osebnost močno privlačila slikarje in kiparje. Njegovi antični doprsni kipi obstajajo v muzejih v Vatikanu, Louvru in Kapitolu. Pogovor med Diogenom in Aleksandrom je predstavljen na antičnem marmornem reliefu, najdenem v Villi Albani. Diogen je tudi predmet slavnih reliefnih skulptur Pugeta in Pajouja.
Med znanimi slikarji, ki so upodobili znamenito srečanje med Diogenom in Aleksandrom, so de Crayer, de Vos, Assereto, Langetti, Sevin, Sebastiano Ricci, Gandolfi, Wink, Abildgaard, Monsiau, Martin in Daumier. Znano zgodbo, v kateri Diogen s svetilko išče poštenega človeka, so upodobili tudi Jordaens, van Everdingen, van der Werff, Pannini in Corinth. S svetilko so ga upodobili tudi de Ribera, Castiglione, Petrini, Gérôme, Bastien-Lepage in Waterhouse. Prizor, v katerem Diogen razbije svojo čašo, so upodobili Poussin, Rosa in Martin, Restout pa je upodobil zgodbo, v kateri Diogen prosjači pred kipom. Na Raffaellovi freski Atenska šola, je Diogen osamljen delno ležeč moški v ospredju.

### Književnost
Diogen je omenjen v Čehovovi kratki zgodbi Oddelek št. 6, Blakovi The Marriage of Heaven and Hell, Rabelaisovi Gargantua and Pantagruel, Goethejevi pesmi Genialisch Treiben ter tudi v prvem stavku Kierkegaardove novelistične razprave Ponavljanja. V Cervantesovi kratki zgodbi Človek iz stekla (El Licenciado Vidriera), del zbirke Zgledne novele (Novelas Ejemplares), anti junak začne kanalizirati Diogena v niz peciv Chreia, ko postane prepričan, da je narejen iz stekla. Diogen je glavni model za profesorja Didactylosa v Pratchettovem delu Small Gods. Posnema ga berač-vohun v Careyjevem Kushiel's Scion, v nadaljevanju Kushiel's Justice pa je počaščen s kostumom glavnega junaka na zabavi. Lik Lucy Snowe v Brontejevi noveli Villette ima vzdevek Diogen. Diogen tudi nastopa v četrtem delu By Grand Central Station I Sat Down and Wept Elizabethe Smart. Je lik v delu The Haw Lantern Seamusa Heaneyja. V delu Christopherja Moora Lamb: The Gospel According to Biff, Christ's Childhood Pal je eden od Jezusovih apostolov posvečen Diogenu, skupaj s svojim tropom psov, ki jih označuje kot svoje učence. Njegova zgodba otvori prvo poglavje knjige Dolly Freed Possum Living iz leta 1978.
Filozofovo ime je uporabljeno tudi za izmišljeni Diogenov klub, organizacijo, v kateri je Mycroft Holmes, brat Sherlocka Holmesa, v zgodbi The Greek Interpreter Arthura Conana Doyla. Tako je poimenovan, ker so njegovi člani izobraženi, toda nezgovorni in ne marajo socializacije, kot sam Diogen. Klub je v središču zgodbe tudi v večjem številu zgodb o Holmesu Kima Newmana.

### Performans
Diogenova pojava je tudi vplivala na sodobnega ruskega kontroverznega umetnika Olega Kulika, ki si je v galeriji postavil pasjo uto, v kateri je potem živel in se obnašal kot pes. Na razstavah Stockholmu in Zürichu leta 1996 je celo pričel gristi obiskovalce galerije, ki se niso zmenili za opozorilo 'Pozor, hud pes'. Kratko psihoanalitično recepcijo Kulikovega umetniškega delovanja s primerjavo Diogena je objavila slovenska filozofinja in sociologinja Renata Salecl, ki med obema spozna skupno točko: tako Diogenu kot tudi Kuliku ugaja pasja poza le, če ju opazujejo drugi.